# Linnea Södahl
Linnea Södahl (17 September 1987) beter bekend onder haar artiestennaam Nea is een Zweeds singer-songwriter. Ze is geboren in Zuid-Afrika maar verhuisde in haar kindertijd terug naar Zweden.
Ze heeft in haar beginjaren samengewerkt met artiesten zoals Zara Larsson, Maggie Lindemann, Tove Styrke, Tinie Tempah, Grey en Axwell. Zo schreef ze onder andere mee aan Larsons nummer "Lush Life", "Don't Worry Bout Me" en "TG4M".
Nea brak als artiest door met haar debuutnummer "Some Say". Van dit nummer werd door Felix Jaehn een remix gemaakt.